# جامعة وادي الحجارة
جامعة وادي الحجارة أو (نقحرة: غوادالاخار)(بالإسبانية: Universidad de Guadalajara)‏ هي جامعة مكسيكية حكومية تقع في مدينة وادي الحجارة في المكسيك تأسست عام 1792 باسم «جامعة وادي الحجارة الملكية» أما قانونياً فقد تأسست عام 1925. وهي ثاني أقدم جامعة في المكسيك ورابع عشر في أميركا اللاتينية. تعتبر من أهم جامعات البلاد بعد الجامعة الوطنية المستقلة في المكسيك.
تضم كليات لكل من الهندسة المعمارية والفنون والزراعة والعلوم الاقتصادية والإدارية والعلوم التطبيقية والطب والعلوم الاجتماعية والإنسانية.